# Zinasco
Zinasco ist eine norditalienische Gemeinde (comune) mit 3100 Einwohnern (Stand 31. Dezember 2023) in der Provinz Pavia in der Lombardei. Die Gemeinde liegt etwa 8 Kilometer südwestlich von Pavia in der Lomellina. Durch die Gemeinde fließt der Terdoppio, der in der Nachbargemeinde Sommo in den Po mündet sowie teilweise die Staffora, die gegenüber der Fraktion Cascina Mandelli in den Po mündet.

## Geschichte
Ende des 12. Jahrhunderts wird Zinasco erstmals als Cinascium erwähnt. 1866 wurde der Ortsteil Cascinino aus der Nachbargemeinde Dorno an Zinasco angeschlossen.

## Söhne und Töchter der Stadt
- Luigi Picchi (1899–1970), Organist, Komponist und Musikpädagoge